# Beremend
Beremend (niem. Behrend) – wieś i gmina w południowej części Węgier, w pobliżu miasta Siklós, niedaleko granicy chorwackiej.

## Podział administracyjny
Administracyjnie Beremend należy do powiatu Siklós, wchodzącego w skład komitatu Baranya i jest jedną z 53 gmin tego powiatu.